# Daniel Pedoe
Daniel Pedoe   (Londres, 29 d'octubre de 1910 - Saint Paul, 27 d'octubre de 1998), conegut usualment com Dan Pedoe, va ser un matemàtic anglès.
Pedoe va ser fill d'emigrants jueus polonesos de classe treballadora. Va ser el més petit de tretze germans. Va ser escolaritzat a Londres on es va canviar el seu cognom de naixement, Cohen, pel de Pedoe que era un anagrama del cognom matern. El 1930 va ingressar al Magdalene College de la universitat de Cambridge, en la qual es va doctorar el 1937, després d'una estança a l'Institut d'Estudis Avançats de Princeton. A continuació va ser professor successivament de les universitats de Southampton, de Birmingham i del Westfield College, mentre col·laborava amb William Hodge en la creació del llibre, en tres volums, Methods of Algebraic Geometry que es va publicar entre 1947 i 1952. Aquest darrer any, va ser nomenat professor de la universitat de Khartum (Sudan), des de la qual va passar a la universitat Nacional de Singapur el 1959. El 1962 va anar als Estats Units, on després de ser professor breument de la universitat Purdue, va ser professor de la universitat de Minnesota, fins a la seva jubilació el 1981.
El seu camp de treball va ser la geometria. Tenia un do especial per a l'exposició, com ho demostra l'èxit del seu llibre The Gentle Art of Mathematics (1958). En els darrers anys de la seva vida, es va dedicar a l'estudi dels sangakus, uns trencaclosques rituals japonesos del període Edo.